# Thelephora nigricans
Thelephora nigricans är en svampart som beskrevs av Stalpers 1993. Thelephora nigricans ingår i släktet vårtöron och familjen Thelephoraceae.   Inga underarter finns listade i Catalogue of Life.